# Intercatia
Intercatia, localidad de orígenes anteriores a la invasión romana, capital del pueblo de etnia céltica de los vacceos, junto con Cauca, Pallantia, Lacóbriga o Pintia, entre otras. Intercatia pasó a la Historia por su encarnizada resistencia ante el ataque de las legiones de Roma.

## Situación geográfica
Como consecuencia de las menciones hechas por geógrafos e historiadores clásicos tales como Ptolomeo, Estrabón, o Abraham Ortelius, que llegaron a proporcionar las coordenadas de su emplazamiento (41º50’ de latitud norte, y 10º15’ longitud este) muchos historiadores antiguos situaron a la ciudad vaccea de Intercatia en el solar cercano a la actual localidad de Villalpando (Zamora-España). Así lo afirma la Historia General de España de Antonio del Villar, Cesáreo Fernández Duro en Historia de Zamora y su Provincia o Luis Calvo Lozano en Historia de la Villa de Villalpando; también lo afirman obras enciclopédicas como el Diccionario Simón y Montaner, probablemente tomando como base los datos y afirmaciones aportadas por los anteriores autores.[cita requerida]
Otros historiadores más modernos, desligados ya del peso de la autoridad que suponían las opiniones mencionadas, ubicaron Intercatia en las poblaciones de Aguilar de Campos (Valladolid), Tapioles-Cerecinos de Campos (Zamora), Montealegre de Campos (Valladolid) o, incluso, Fuentes de Nava (por los numerosos castros que rodean la población). Sin embargo últimamente toma más vigencia la hipótesis de que Intercatia se corresponda con Paredes de Nava (Palencia); hay que tener en cuenta que en la Paredes de Nava se encontró una Tésera de Hospitalidad entre la ciudad de Intercatia y la civitas palentina, y en ese sentido se pronuncian Federico Wattenberg y Hellmouth Hopfner, entre otros.[cita requerida]

## Historia
Intercatia irrumpe en la historia como consecuencia de la campaña del general romano Lucio Licinio Lúculo contra los vacceos en el año 151 a. C., campaña que vino dada como consecuencia de la decisión tomada por el Senado romano de ampliar la influencia de Roma más allá de las recién conquistadas tierras ibéricas de la zona este peninsular. 
Después de la toma de Cauca y de pasar a cuchillo a la inmensa mayoría de sus habitantes tras un falso pacto, Lúculo se dirigió a la ciudad de Intercatia en la que, según el historiador romano Apiano, debieron de reunirse unos 20 000 hombres de a pie y unos 2000 jinetes, lo que nos da una muestra de la magnitud de esta ciudad prerromana, a pesar de las exageraciones a las que son tan aficionados los historiadores antiguos. 
La ciudad fue sitiada, según Wattemberg, por espacio de dos meses durante los cuales el ejército romano (unos 25 000 hombres) sufrió múltiples penalidades como consecuencia del agotamiento de las provisiones recogidas en Cauca, contraataques de la temible caballería vaccea y desmoralizadoras escaramuzas, como, por ejemplo, el episodio en el que tras romper la muralla de la ciudad el ejército romano penetra por la brecha pereciendo ahogados varios centenares de asaltantes que, desconocedores del terreno, caen en el interior de una laguna (Apiano textualmente habla de “una cisterna”, pero Wattemberg matiza esta afirmación).
Como consecuencia de todas estas penalidades, Lúculo debió de darse cuenta de que no estaba preparado para mantener un asedio por más tiempo y pactó con los de Intercatia levantar el cerco a cambio de ganado, cincuenta rehenes y un número respetable de “sagos”.
Los tiempos de independencia y libertad terminaron para Intercatia como consecuencia de la campaña de Publio Cornelio Escipión Emiliano, en el año 134 a. C. Si bien esta campaña no se dirigió de forma directa contra la misma, las consecuencias que trajo la caída de Numancia serían decisivas para su sometimiento. Efectivamente, la caída y destrucción de la ciudad arévaca de Numancia supuso el fin de la alianza económica y militar entre ambos pueblos (vacceos y arévacos) imposibilitando un futuro independiente frente al poderío militar de Roma. Ya dentro de la órbita del Imperio romano, Intercatia vuelve a ser citada en el Itinerario de Antonino, justamente en la ruta que va desde Asturica Augusta (Astorga) a Rauda-Clunia (Roa de Duero-Coruña del Conde), ruta que se alarga después a Caesaraugusta (Zaragoza). También es citada en el Mapamundi de Castorius o “Tabula Peutingeriana”, del siglo IV d. C.

## Yacimiento
El yacimiento ha sido escasamente estudiado debido al escaso apoyo de instituciones públicas o privadas. Pero en el verano de 2015 se han encontrado restos de un muro y varias casas en Paredes de Nava (Palencia), con la ayuda de varios investigadores y voluntarios.